# Пудицития на монетах Древнего Рима
Пудицития на монетах Древнего Рима присутствует на около 120 типах денежных знаков Римской империи. Культ богини скромности и целомудрия Пудицитии существовал ещё во времена Римской республики, однако впоследствии им стали пренебрегать.
Первое изображение на монетах приходится на правление Траяна (98—117). На аверс помещён бюст его супруги Помпеи Плотины, реверс занимает алтарь богини с ней самой на курульном кресле. Персонифицированное олицетворение скромности можно встретить на монетах с изображением многих императриц, в частности Вибии Сабины, Фаустины Старшей, Фаустины Младшей, Бруттии Криспины, Юлии Домны и других.
Отличительным признаком богини скромности является покрывало на голове. На ряде монет она стоит, но чаще сидит.
Помещение Пудицитии на реверсе, в то время как аверс занимает император, для нумизматов не до конца понятно. Скромность и целомудрие не являлись добродетелями, которые следует ассоциировать с правителем. Соответственно, по одним предположениям они являются гибридными монетами, по другим — в виде Пудицитии изображена непосредственно императрица.